# Víctor Aristizábal
Víctor Aristizábal, né le 9 décembre 1971 à Medellín (Colombie), est un footballeur colombien, qui évoluait au poste d'attaquant à l'Atlético Nacional, au Valence CF, aux Blackburn Rovers, au São Paulo FC, à Santos, au Deportivo Cali, à Vitória, à Cruzeiro et à Coritiba ainsi qu'en équipe de Colombie.
Aristizábal marque quinze buts lors de ses soixante-six sélections avec l'équipe de Colombie entre 1993 et 2003. Il participe à la coupe du monde de football en 1994 et 1998 et à la Copa América en 1993, 1995, 1997 et 2001 avec la Colombie.

## Carrière
- 1990-1993 : Atlético Nacional
- 1993 : Valence CF
- 1994 : Blackburn Rovers
- 1995 : Atlético Nacional
- 1996-1998 : São Paulo FC
- 1998-1999 : Santos
- 2000 : Atlético Nacional
- 2001 : Deportivo Cali
- 2002 : Vitória
- 2003 : Cruzeiro
- 2004 : Coritiba
- 2005-2007 : Atlético Nacional  [1]

## Statistiques

### En sélection nationale
| Saison                | Sélection             | Phases finales                | Phases finales | Phases finales | Phases finales | Éliminatoires CDM | Éliminatoires CDM | Éliminatoires CDM | Matchs amicaux | Matchs amicaux | Matchs amicaux | Total | Total | Total |
| Saison                | Sélection             | Compétition                   | M              | B              | Pd             | M                 | B                 | Pd                | M              | B              | Pd             | M     | B     | Pd    |
| --------------------- | --------------------- | ----------------------------- | -------------- | -------------- | -------------- | ----------------- | ----------------- | ----------------- | -------------- | -------------- | -------------- | ----- | ----- | ----- |
| 1992-1993             | Colombie              | Copa América 1993             | 6              | 1              | 0              | -                 | -                 | -                 | 4              | 1              | 0              | 10    | 2     | 0     |
| 1993-1994             | Colombie              | Coupe du monde 1994           | 0              | 0              | 0              | 1                 | 0                 | 0                 | 8              | 2              | 0              | 9     | 2     | 0     |
| 1994-1995             | Colombie              | Copa América 1995             | 4              | 0              | 0              | -                 | -                 | -                 | 1              | 0              | 0              | 5     | 0     | 0     |
| 1995-1996             | Colombie              | -                             | -              | -              | -              | 2                 | 1                 | 0                 | 2              | 0              | 0              | 4     | 1     | 0     |
| 1996-1997             | Colombie              | Copa América 1997             | 4              | 1              | 0              | 5                 | 0                 | 0                 | -              | -              | -              | 9     | 1     | 0     |
| 1997-1998             | Colombie              | Coupe du monde 1998           | 3              | 0              | 0              | 2                 | 0                 | 0                 | 3              | 0              | 0              | 8     | 0     | 0     |
| 1999-2000             | Colombie              | -                             | -              | -              | -              | 0                 | 0                 | 0                 | -              | -              | -              | 0     | 0     | 0     |
| 2000-2001             | Colombie              | Copa América 2001             | 6              | 6              | 0              | 5                 | 0                 | 0                 | -              | -              | -              | 11    | 6     | 0     |
| 2001-2002             | Colombie              | -                             | -              | -              | -              | 4                 | 3                 | 0                 | -              | -              | -              | 4     | 3     | 0     |
| 2002-2003             | Colombie              | Coupe des confédérations 2003 | 5              | 0              | 0              | -                 | -                 | -                 | -              | -              | -              | 5     | 0     | 0     |
| 2003-2004             | Colombie              | Copa América 2004 4e          | -              | -              | -              | 1                 | 0                 | 0                 | -              | -              | -              | 1     | 0     | 0     |
| Total sur la carrière | Total sur la carrière | Total sur la carrière         | 28             | 8              | 0              | 20                | 4                 | 0                 | 18             | 3              | 0              | 66    | 15    | 0     |

## Palmarès

### En équipe nationale
- 66 sélections et 15 buts avec l'équipe de Colombie entre 1993 et 2003[3].
- Vainqueur de la Copa América 2001.
- Troisième de la Copa América 1993 et 1995.
- Participe au premier tour de la coupe du monde 1994 et de la coupe du monde 1998.
- Quart-de-finaliste de la Copa América 1997.

### Avec l'Atlético Nacional
- Vainqueur du Championnat de Colombie de football en 1991, 1994, 2005 (Tournoi d'ouverture), 2007 (Tournoi d'ouverture) et 2007 (Tournoi de clôture).

### Avec Cruzeiro
- Vainqueur de la Coupe du Brésil  en 2003.

### Distinctions personnelles
- Meilleur buteur de la Copa América 2001[4].
- Meilleur buteur du Championnat de Colombie en 2005.